# Forêt de Lenneberg
La forêt de Lenneberg est une forêt gérée par l'organisation Zweckverband zur Erhaltung des Lennebergwaldes, située au nord-ouest du Hesse rhénane à la limite ouest de Mayence.

## Géographie physique
La forêt de Lenneberg s'étend sur 700 hectares.

### Géologie
Les zones situées en fond de hauteur, ainsi que les plateaux sont constitués de sols sablonneux et pauvres en substances nutritives. Les pentes, plus sablonneuses, laissent la place aux pins.

## Faune et flore

### Faune
La forêt abrite différents gibiers : cerfs, chevreuils, sangliers. On y trouve également d'autres mammifères tels que l’écureuil, le blaireau, ou des hérissons.

### Flore

#### Orchidacées
- céphalanthère rouge
- violettes et les pensées

#### Arbres
Le chêne et les pins sont les principales essences de la forêtaux endroits sablonneux avec température élevée du sol. À certains endroits ils sont remplacés par des essences de feuillus comme p.ex. l'érable, le tilleul et le robinier, plutôt indésirables sur les habitats secs parce qu'elles y produisent beaucoup d'ombre et que leur feuillage engraisse le sol.
La forêt de Lenneberg et certifiée “Programme de Reconnaissance des Certifications Forestières”.

## Lieux de repose
La forêt de Lenneberg à une grande importance du point de vue écologique, et est aussi une zone de loisirs pour les populations de Mayence et de Budenheim; pour  des centaines de milliers de joggeurs, marcheurs, vététistes et randonneurs qui utilisent chaque année de nombreux excellents sentiers de randonnée.

## Lieux remarquables
Elle accueille dans sa partie centrale des monuments culturels, tels que la vieille chapelle de Saint-Wendelin, la Tour Lenneberg (une tour d'observation en style néogothique avec une tour d'escalier, érigée en 1878-1880 par Johann Philipp Berdelle), la nouvelle chapelle de Saint-Wendelin (salle en pierre de style néogothique, 1862-1866) et le château d'eau de Budenheim (Art nouveau tour du bâtiment, une inscription datée de 1907, construction par l'architecte Wilhelm Lenz) et le château d'eau de Gonsenheim (Art Nouveau, une inscription datée de 1909, également par Wilhelm Lenz).

## Géographie administrative
La forêt s'étend dans l'arrondissement de Mayence-Bingen sur le territoire des communes de Mombach, Mainz-Gonsenheim et Mainz-Finthen de Mayence, Budenheim (commune non fusionnée) et Uhlerborn commune d'Heidesheim am Rhein.